# Japhet et Jinette (film 1991)
Pour plus de détails, voir Fiche technique et Distribution.
Japhet et Jinette est un film de Daouda Mouchangou sorti en 1991. C’est l’histoire d’un couple camerounais qui a longtemps vécu dans l’aisance, et dont le destin bascule lorsque du jour au lendemain le mari perd son emploi. Le scénario a été co-écrit par Gervais Mendo Zé et Daouda Mouchangou, et le film a été produit par la CRTV. Le film a été à nouveau projeté lors de la 2e édition du festival Fête du cinéma, Des écrans dans la ville, en 2018.

## Synopsis
Le mari, Japhet (Charles Nyatte), directeur dans une entreprise, et son épouse Jinette (Joséphine Ndagnou), médecin, forment un couple de la classe moyenne, entouré de leurs enfants. Licencié depuis quatre mois, Japhet a préféré taire cette mauvaise nouvelle afin de maintenir leur niveau de vie. Lorsque Jinette découvre la vérité, la tension monte et conduit le couple au bord de l’explosion, jusqu'à ce que Japhet cède et accepte de retrousser ses manches pour travailler la terre.

## Fiche technique
- Réalisateur : Daouda Mouchangou[4]
- Scénario : Gervais Mendo Zé, Daouda Mouchangou[4]
- Mise en scène : Bonaventure Takoukam[4]
- Édition : Mebenga Mintounou[4]
- Maquillage : Diki Endene[4]
- Son : Jacob Fomat[4]
- Caméra : Samuel Biboum[4]
- Éclairage : Jules Wounkep[4]
- Script : Zeinabou Pomboura[4]
- Pays : Cameroun
- Année : 1991
- Catégorie : Long métrage
- Genre : Drame
- Durée : 96 minutes
- Production : CRTV[4]

## Distribution
- Charles Nyatte: Japhet[4]
- Joséphine Ndagnou : Jinette[4]
- Henriette Fenda[5] : Collette[4]
- Abdou Mboueboue : Charles[4]
- Ismael Muisse : Franck[4]
- Mireille Yongo : Carine[4]
- Dia Leonce : Sita[4]
- Moubitang Lapino : Mr. Tonye[4]
- Sylvestre Etoundi : Le médecin[4]
- Bernadette Boaboyat : infirmière[4]
- Yves Jacques Cabassa : Jacques Latour[4]
- Bob Lembe : Seidou[4]
- Huissen Muisse : Eric[4]
- Franck Rey Ngamou : Le bébé[4].